# Breviksnäs
Breviksnäs är ett säteri i Gryts socken i Valdemarsviks kommun. Herrgården är belägen vid norra inloppet till Valdemarsviken.

## Historik
Namnet Brevik är känt sedan år 1562, då var ägaren Ulf Henriksson Bååt-Snakenborg. Gården bebyggdes på 1630-talet till säteri, vilket längre fram fick namnet Breviksnäs. Nuvarande mangårdsbyggnaden är uppförd av timmer i en våning under ett lågt säteritak. Väggarna är numera klädda med ljusmålad stående slätpanel. En karta från år 1700 visar ett hus på samma plats och med ungefär samma storlek som det nuvarande. Detta talar för att huset är från 1600-talet men motsägs av att byggnaden år 1683 beskrivs som "icke synnerlig". Sannolikare är att näste ägare, som tillträdde år 1716, nybyggde eller åtminstone gjorde en grundlig ombyggnad. Flera renoveringar har ägt rum under 1800- och 1900-talen.
De två flyglarna som flankerar huvudbyggnaden åt sjösidan är uppförda av timmer med rödfärgad lockpanel under valmade tegeltak. Den ena är en på 1930-talet hitflyttad 1700-tals byggnad från Hällefors i Västmanland, den andra är uppförd i samma stil år 1939. Bland övriga byggnader kan nämnas ett magasin och ett ålderdomligt båthus, båda timrade och rödfärgade.